# Минаков, Виктор Михайлович
Виктор Михайлович Минаков (26 сентября 1945, Подольск, Московская область — 4 января 2010, Липецк) — российский политический деятель. Депутат Государственной Думы второго созыва (1995—1999).

## Биография
В 1972 году окончил Высшую следственную школу СССР в городе Волгоград по специальности юрист-правовед.
Избирался депутатом Государственной Думы Федерального Собрания Российской Федерации II созыва (1995-99) от Липецкого одномандатного избирательного округа № 102. Являлся членом фракции КПРФ, председателем подкомитета по законодательству в сфере чрезвычайных ситуаций Комитета Государственной Думы по безопасности.